# Győr
Győrⓘ (wym. w IPA: [ˈɟø:r]; słow. Ráb, niem. Raab, dawniej pol. Jawaryn) – miasto (131,3 tys. mieszkańców) nad Dunajem i Rabą, na północnym zachodzie Węgier. Siedziba władz komitatu Győr-Moson-Sopron oraz ośrodek administracyjny powiatu Győr. Ośrodek przemysłowy, kąpieliska termalne, ogród zoologiczny.
Győr jest jednym z głównych centrów administracyjnych i kulturalnych Węgier. To najważniejsze miasto północno-zachodnich Węgier, 6. w kraju pod względem liczby mieszkańców. Jest również miastem uniwersyteckim i popularnym celem turystycznym. Leży w połowie drogi między Wiedniem i Budapesztem, przy jednej z najważniejszych tras komunikacyjnych Europy Środkowej. Niedawno otwarto port lotniczy Győr-Pér.

## Historia

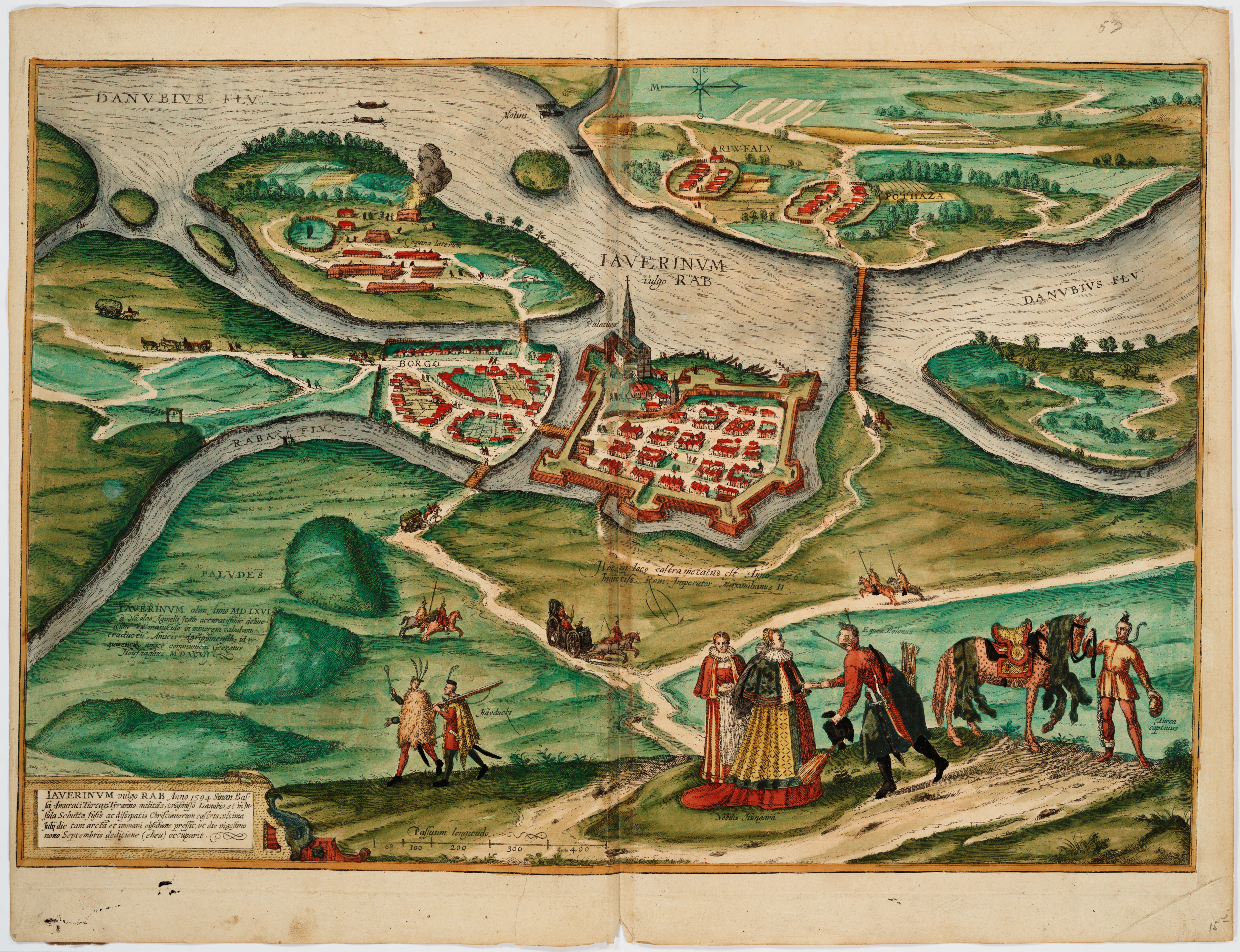
Győr w XVI w.

Początkowo w V wieku przed naszą erą powstała tu osada celtycka (Arrabona). Od czasów podboju rzymskiego około 10 roku n.e. Arrabona przez 400 lat wchodziła w skład rzymskiej prowincji Panonia. Na skutek najazdów plemion germańskich i Hunów, Rzymianie w IV–V wieku opuścili północną Panonię, ale osada nadal była zamieszkiwana. W następnych stuleciach tereny, na których leży obecne miasto było opanowywane przez plemiona Słowian i Longobardów. Szczególne znaczenie Arrabona miała dla Awarów, którzy mieli tu jeden z głównych ośrodków. Następnie opanowali je Frankowie. W latach 880–894 terytorium to było częścią Państwa wielkomorawskiego, a następnie na krótko znalazło się pod dominacją wschodnich Franków.
Był to ważny ośrodek już w czasach panowania pierwszego króla Węgier Stefana I, który na przełomie X/XI wieku zdecydował o umieszczeniu w Győr jednego z pięciu pierwszych biskupstw na Węgrzech i siedzibą komitatu. W tym okresie powstała tu też pierwsza romańska katedra. W XIII wieku został zajęty przez Mongołów w czasie najazdu na Węgry w latach 1241–1242, a następnie zniszczone przez wojska czeskie Ottokara II w 1271. Podczas odbudowy w 1271 roku miejscowość otrzymała od Stefana V prawa miejskie. W związku z najazdami, w XIII wieku obok katedry na wzgórzu Káptalan zbudowano zamek biskupi (Püspökvár). Podczas I wojny austriacko-tureckiej w 1529 roku Austriacy spalili miasto nie broniąc go przed wojskami Sulejmana Wspaniałego, dlatego turecka nazwa miasta to Yanık kala („spalone miasto”). Po odstąpieniu Turków i rozbiorach Królestwa Węgier w Układzie w Wielkim Waradynie austriaccy Habsburgowie po 1537 roku otoczyli miasto fortyfikacjami bastionowymi wg planów włoskich architektów. Zadaniem twierdzy miała być ochrona Wiednia od południowego wschodu. Podczas III wojny austriacko-tureckiej przez krótki okres w latach 1594–1598 twierdza i miasto znajdowały się pod okupacją turecką. Miasto rozbudowano w XVII i XVIII wieku w stylu barokowym. Na krótko zajęte przez Turków w 1683 roku i odzyskane przez Habsburgów po bitwie pod Wiedniem. Po odzyskaniu przez Austriaków Budy w 1686 r. spadło znaczenie militarne miasta. W 1743 Győr otrzymał status wolnego miasta królewskiego.
W 1809 roku została stoczona tu bitwa, w której siły francusko-włoskie pokonały Austriaków, po czym Napoleon Bonaparte polecił wysadzić część fortyfikacji. Podczas II wojny światowej miasto zostało częściowo zniszczone.
W latach 1973–1978 wzniesiono Teatr Narodowy w Győr. W latach 70. XX wieku rozpoczęły się kompleksowe odbudowy i remonty zabytkowej części miasta. W 1989 roku Győr zdobył europejską nagrodę za ochronę zabytków (Europa Nostra).

## Architektura i zabytki
Győr odznacza się piękną barokową architekturą. Miasto otrzymało europejską nagrodę za wkład w ochronę dziedzictwa historycznego. Historycznym centrum jest Wzgórze Kaptalan, gdzie zbiegają się rzeki: Dunaj, Raba i Rábca. Wybrane obiekty:
- Katedra Wniebowzięcia Najświętszej Maryi Panny – kościół z partiami gotyckimi z XIII i XV wieku i w większości barokowymi z XVII i XVIII w.
- Stary Ratusz w stylu barokowym z XVIII w.
- Kościół św. Ignacego Loyoli(inne języki) i klasztor benedyktynów – barokowy zespół klasztorny z XVII w.
- Pałac Esterházych – barokowa rezydencja węgierskiego rodu Esterházych
- Ratusz(inne języki) – neobarokowy ratusz z końca XIX w.
- Klasztor karmelitów z XVIII w. (barokowy)
- Rzeźba św. Michała z XVIII w.
- Kościół luterański z XVIII w.
- Pomnik Károlya Kisfaludyego z XIX w.

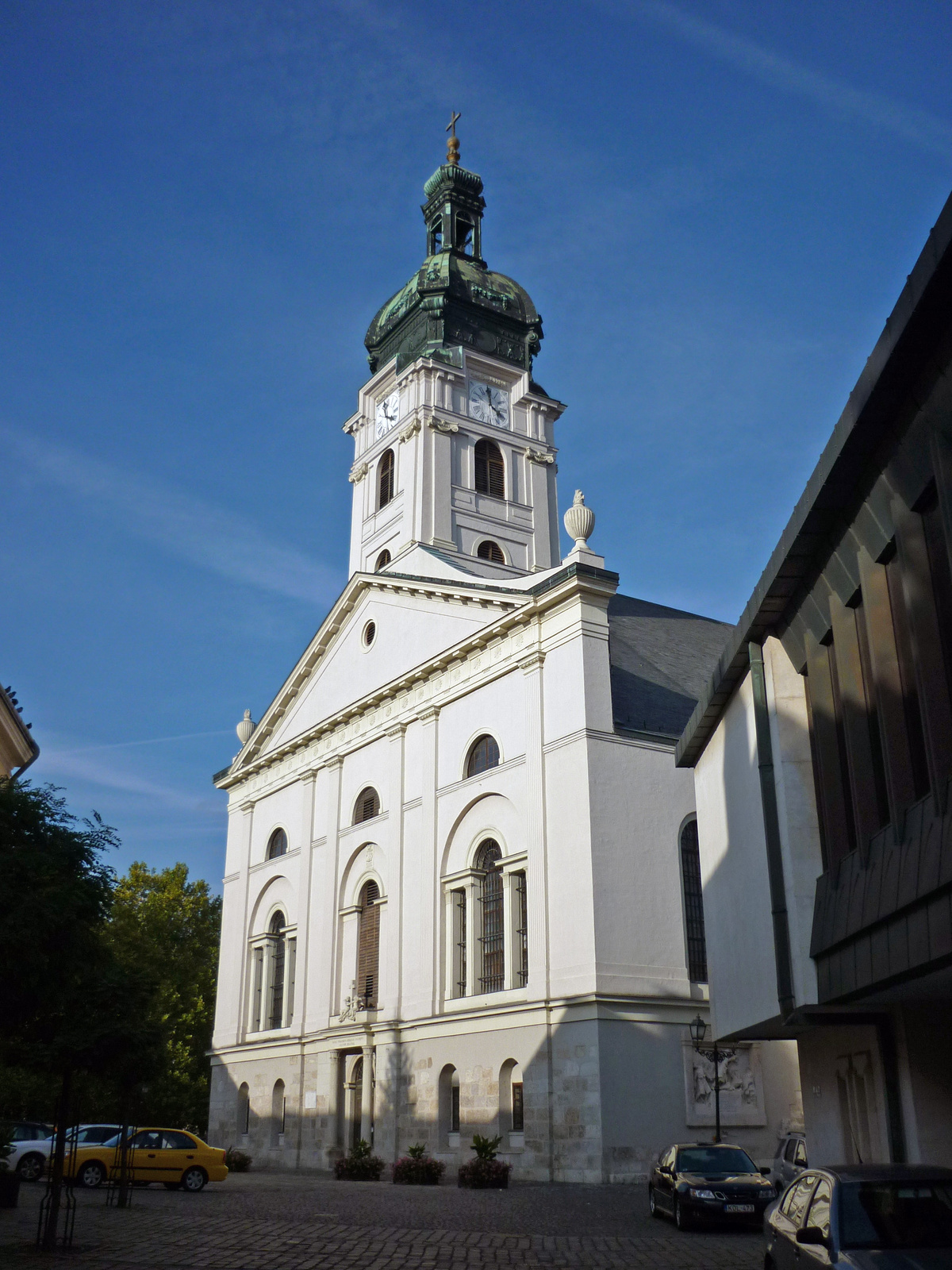
Katedra Wniebowzięcia NMP
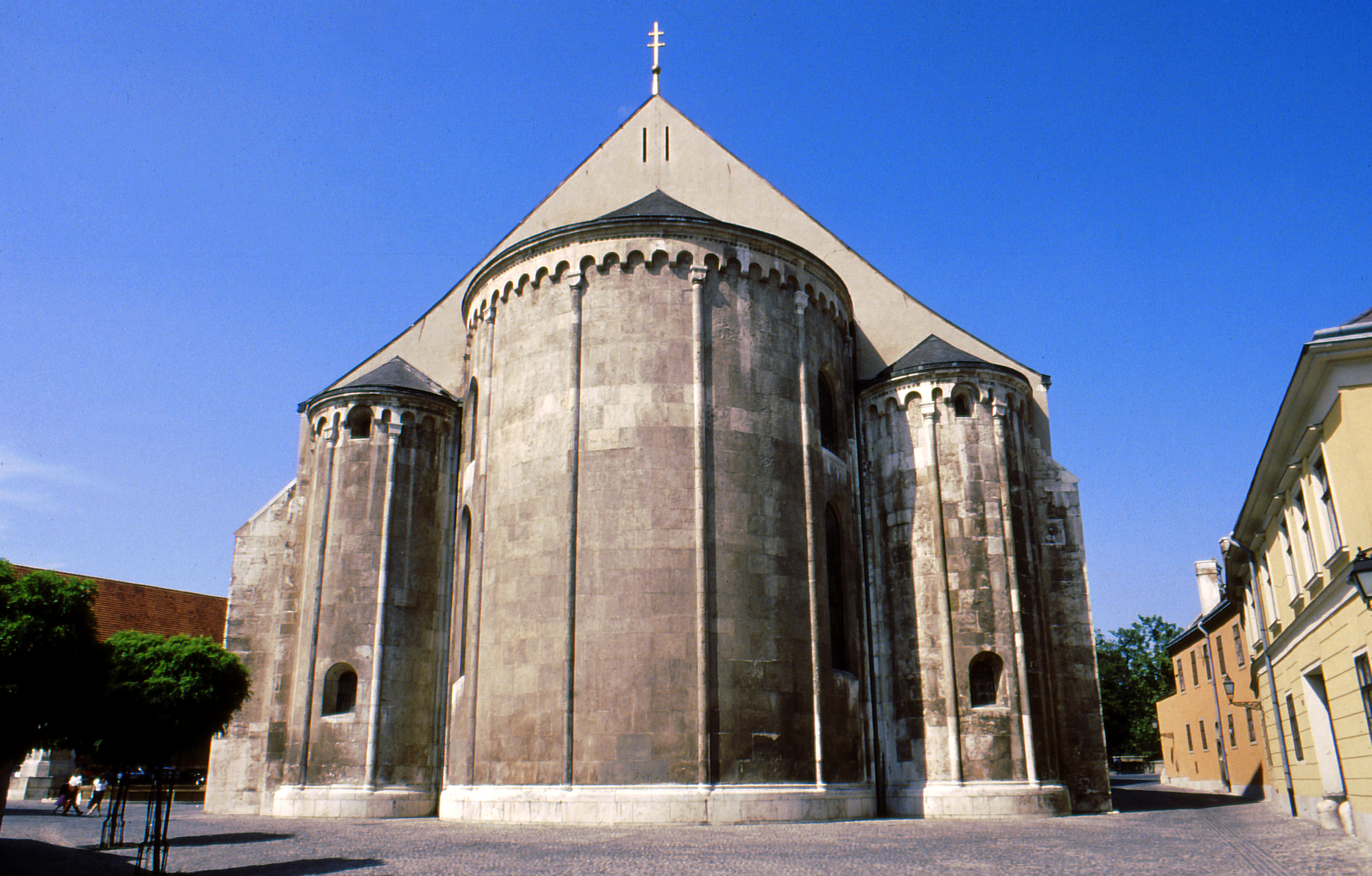
Katedra - romańska absyda
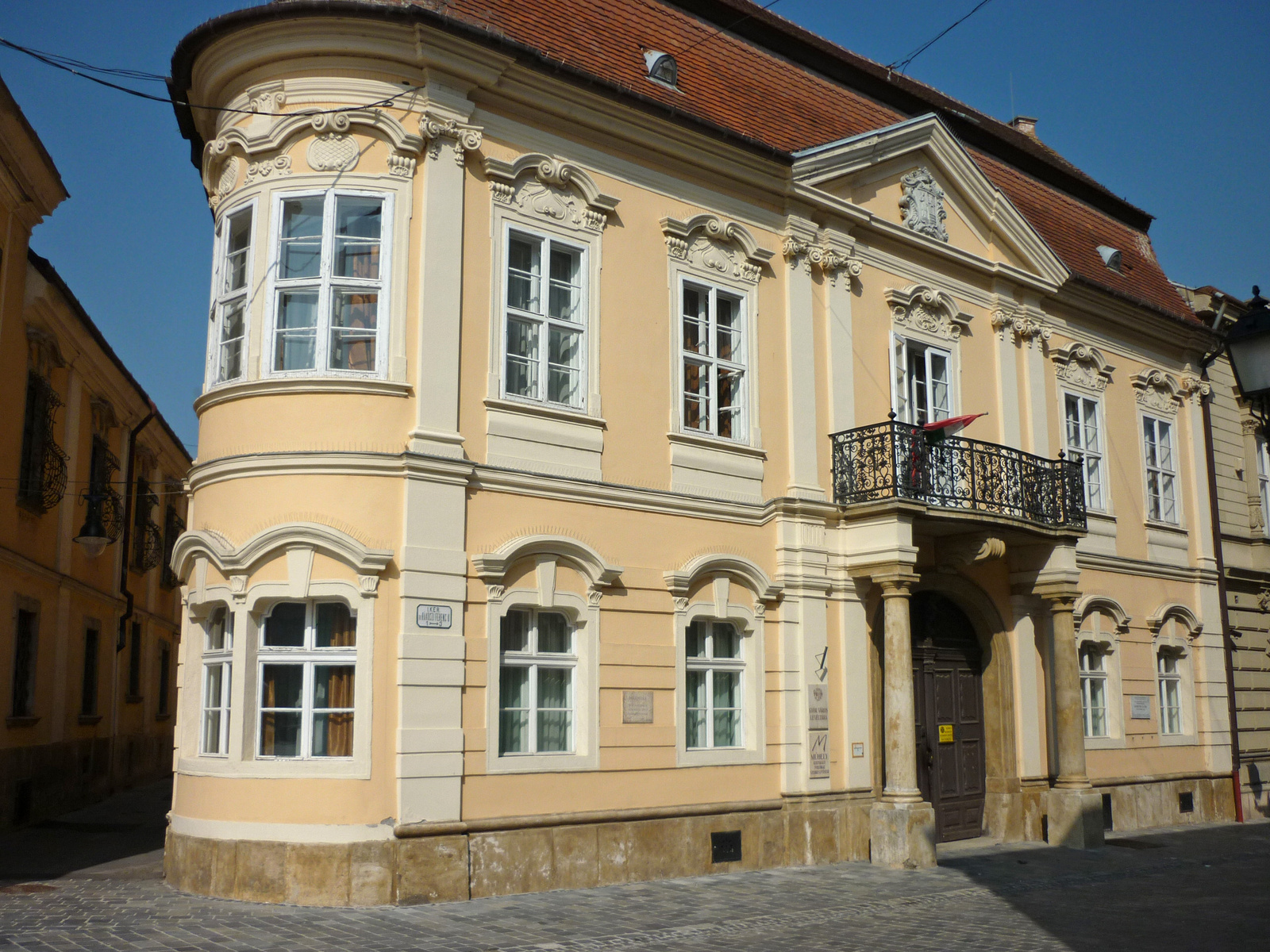
Stary Ratusz
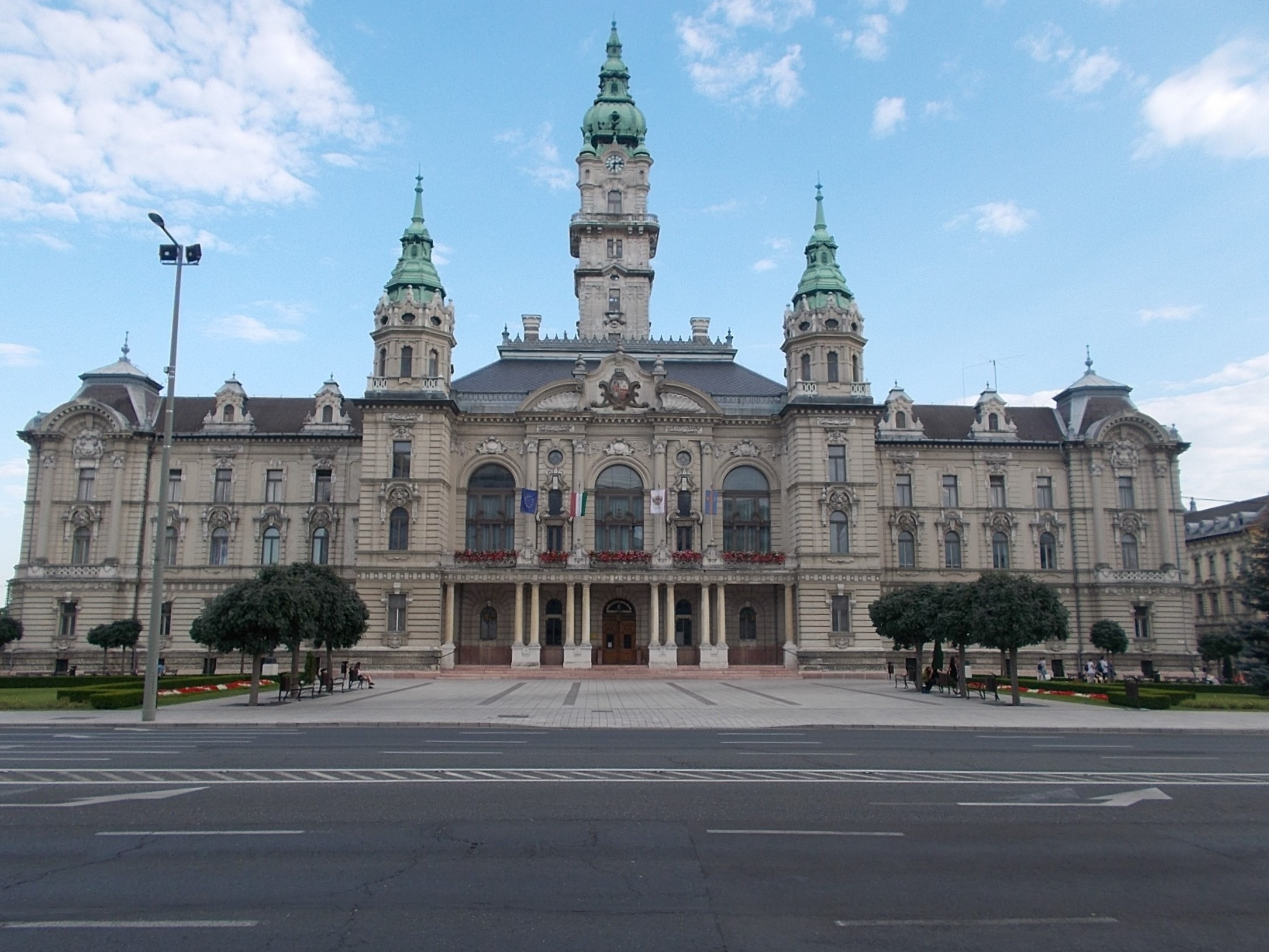
Ratusz z 1900 r.
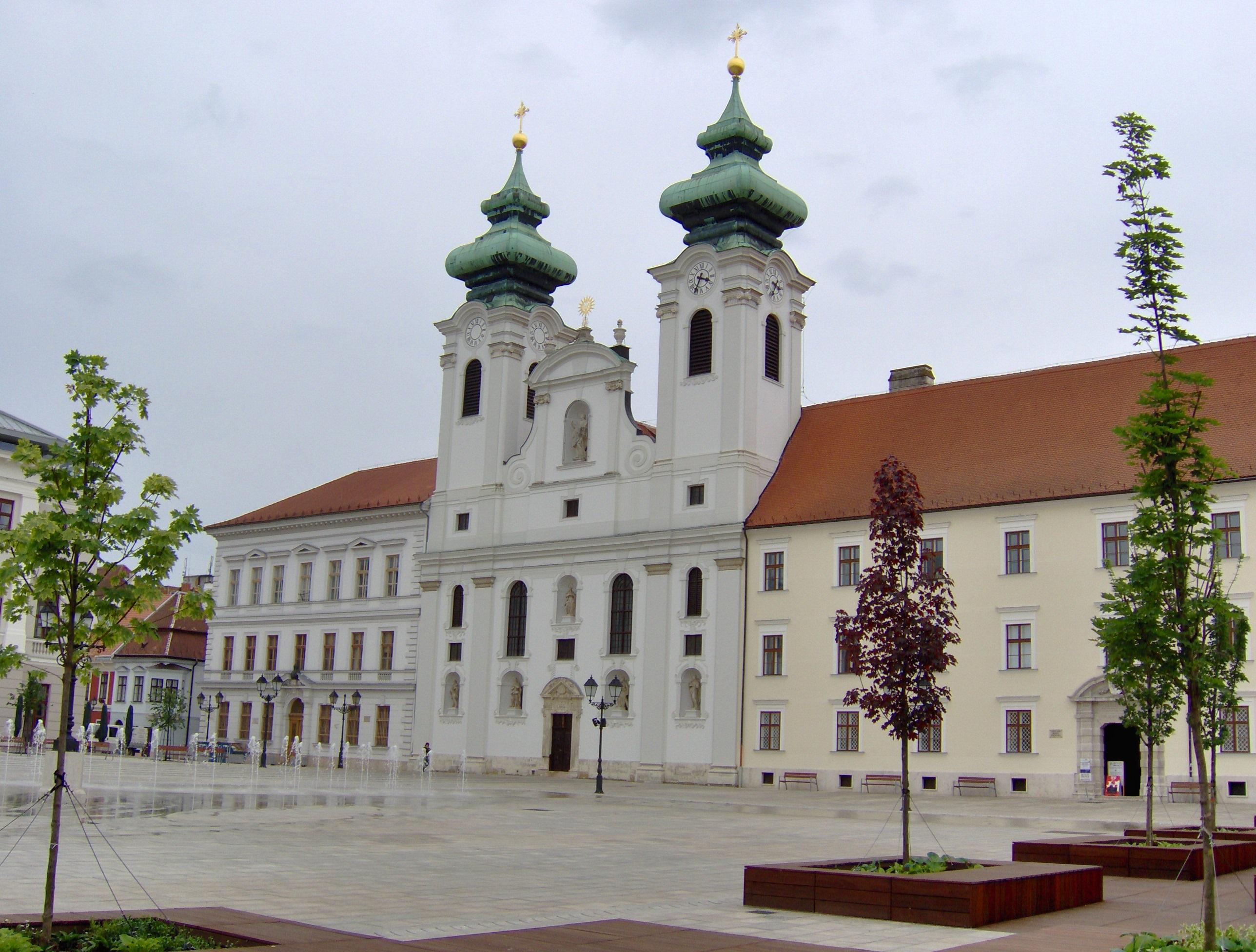
Kościół św. Ignacego Loyoli
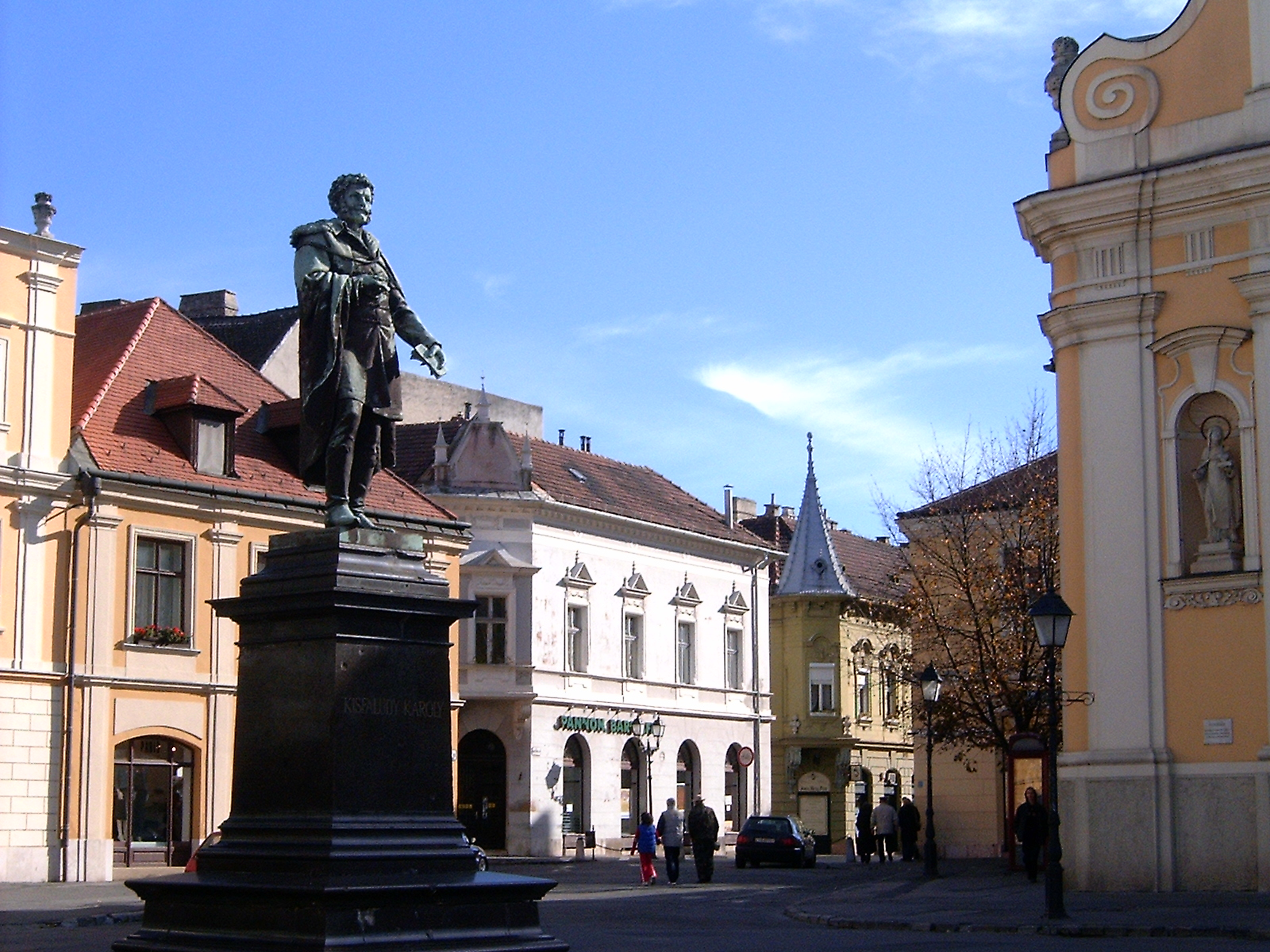
Pomnik Károlya Kisfaludyego
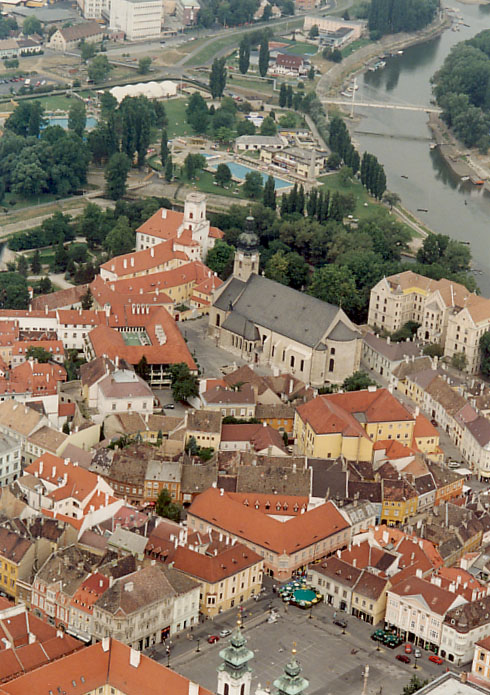
Katedra i rynek
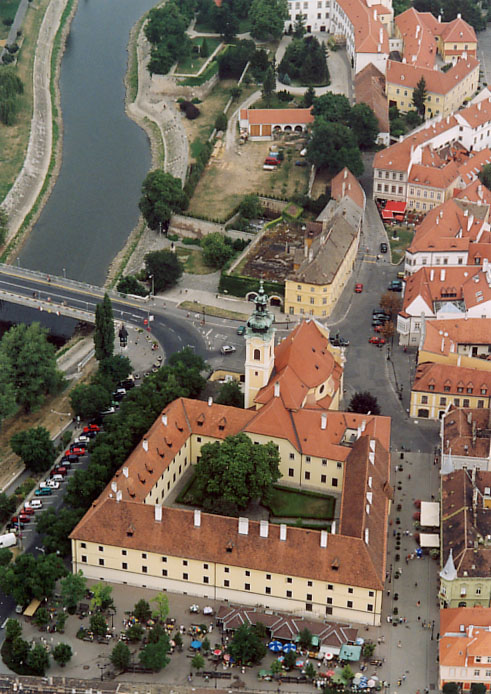
Klasztor

## Gospodarka
Największa fabryka w Győr to Rába (części do samochodów, samochody ciężarowe, autobusy, maszyny rolnicze, silniki Opla i autobusów, działa od XIX w.), choć ogólnie w Győr brak ciężkiego przemysłu. Główne branże – inżynieryjne, przetwórstwo spożywcze i przemysł lekki. Rozwinięta produkcja rolnicza dotyczy głównie wyrobów mlecznych, wołowiny i wieprzowiny. Od roku 1994 Győr jest siedzibą Audi Hungaria Motor Kft. Pod koniec roku 2006 fabryka zatrudniała ponad 5100 pracowników i wyprodukowała ok. 1,8 mln silników. Przedsiębiorstwo było wówczas, jak też w latach poprzednich, największym węgierskim eksporterem.
Obecnie nad Dunajem buduje się nowa część miasta, tzw. Varosret z rezydencjami, instytucjami handlowymi i publicznymi, parkami i drogami wewnętrznymi. Varosret jest integralnym elementem planu rozwoju Győr, by stać się centrum regionu i w rezultacie alternatywą dla Budapesztu i Wiednia.
NA rok 2015 planowane było zakończenie transeuropejskiego projektu szybkiej kolei łączącej Paryż z Budapesztem. Na jego trasie leży m.in. Győr.

## Sport

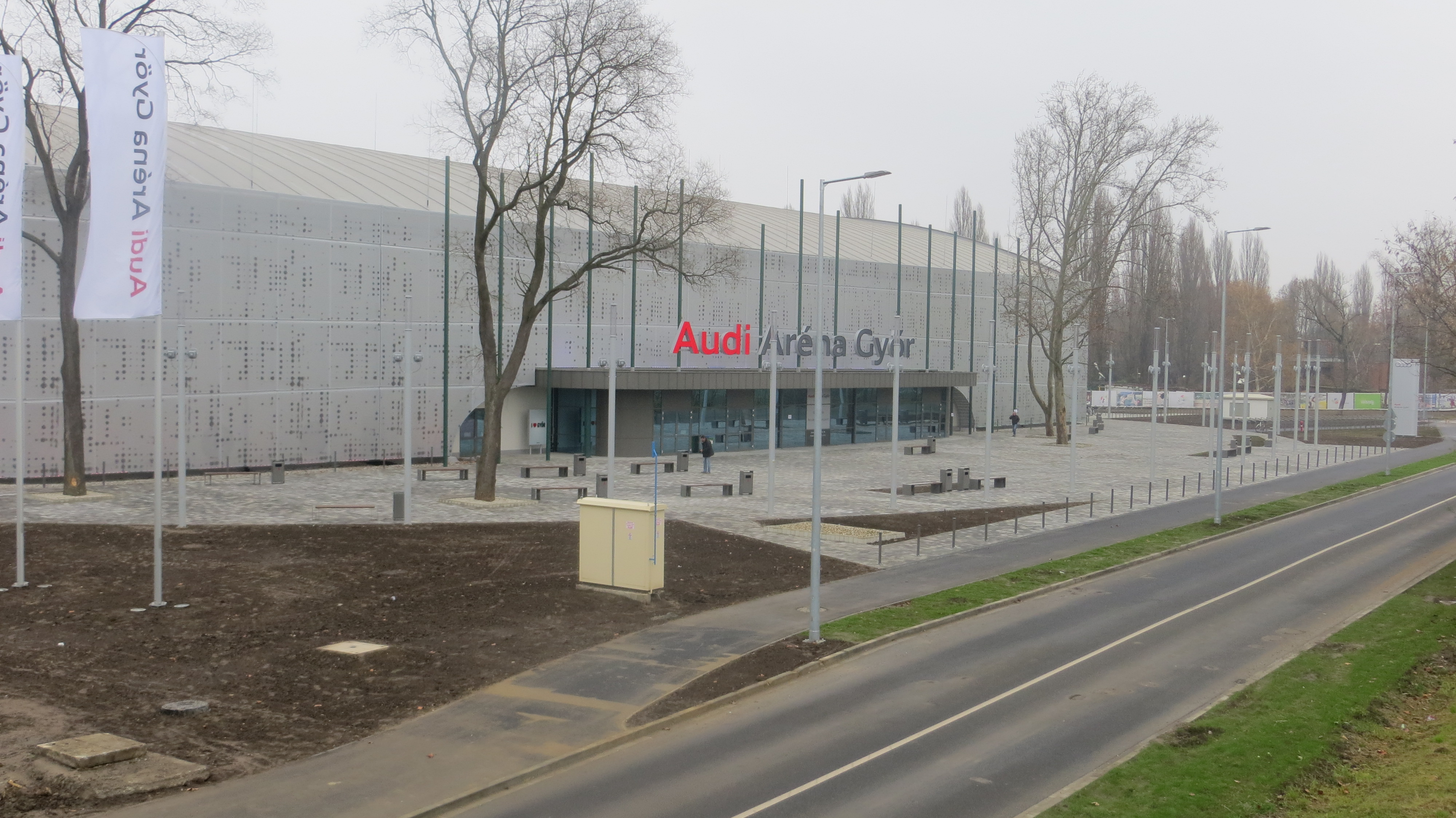
Hala sportowa Audi Aréna Győr

W Győr działa Klub Sportowy Győri ETO z wieloma dyscyplinami sportu: główne sekcje to piłki nożnej i piłki ręcznej. Najpopularniejszym sportem w mieście jest piłka ręczna – Győr posiada pierwszą drużynę piłki ręcznej kobiet na Węgrzech.

## Miasta partnerskie
- Erfurt, Niemcy
- Kuopio, Finlandia
- Sindelfingen, Niemcy
- Colmar, Francja
- Braszów, Rumunia
- Nacerat Illit, Izrael
- Wuhan, ChRL
- Poznań, Polska
- Briańsk, Rosja
- Montevideo, Urugwaj